# Mariano di Jacopo
Mariano Danniello Vanni, noto come Mariano di Jacopo e detto il Taccola o l'Archimede di Siena (Siena, 4 febbraio 1381 – 1453 circa), è stato un ingegnere, architetto, scultore e scrittore italiano.
Il Taccola fu uno degli artisti-ingegneri senesi più eminenti del XV secolo, conosciuto per i suoi trattati di tecnologia De ingeneis e De machinis incentrati su macchinari tipici dell'epoca. I lavori del Taccola furono studiati da molti ingegneri ed artisti del Rinascimento, tra cui Francesco di Giorgio Martini e, molto probabilmente, Leonardo da Vinci.

## Biografia
Nacque a Siena il 4 febbraio 1381 da Jacopo Vanni (da cui l'appellativo di "Mariano di Jacopo", in quanto figlio di questi), viticoltore, e da una donna di nome Nefra. Praticamente nulla si conosce dei suoi primi anni e del suo apprendistato. Quando fu adulto, intraprese le carriere di notaio, segretario universitario, scultore, sovrintendente ai trasporti ed ingegnere idraulico.
Tra il 1424 e il 1433 si sposò con una donna di nome Nanna, figlia di un Giacomo, conciatore, dalla quale ebbe la figlia Alba.
Negli anni quaranta del XV secolo, si ritirò da tutti i ruoli ufficiali grazie ad una pensione statale. Si sa, inoltre, che entrò nell'Ordine di San Giacomo della Spada intorno al 1453, anno nel quale probabilmente morì.

## I lavori

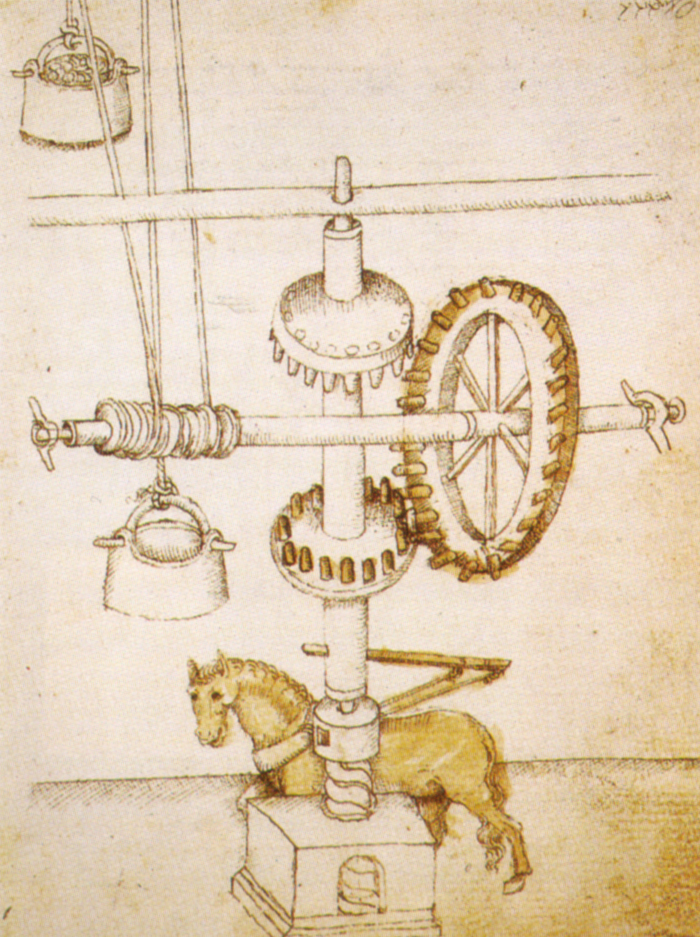
Mariano di Jacopo detto il Taccola, Veduta generale della gru di Brunelleschi, prima metà XV secolo, BNCF, Ms. Palatino 766, c. 10r.

Accanto ai suoi trattati di ingegneria militare, numerosi suoi scritti, rimasti inediti, sono dedicati a studi ed applicazioni di ingegneria idraulica. Nei manoscritti del Taccola, come in altri trattati di altri ingegneri senesi a lui contemporanei, gli studi sulla regolamentazione delle acque rispecchiano l'esigenza di dotare la città di Siena, sprovvista di corsi d'acqua naturali, di un sistema di approvvigionamento di acque potabili, che ovviasse alle carenze del territorio.
In particolare, il Taccola ha lasciato due importanti trattati, il primo dei quali è il De ingeneis (incentrato sui macchinari), opera in 4 volumi cominciata nel 1419 e completata nel 1433 (continuò poi ad aggiungervi note e disegni fino al 1449). In quello stesso anno, pubblicò il suo secondo manoscritto, De machinis, nel quale portò a compimento molti dei processi esplicativi cominciati con il De ingeneis.
Tramite disegni effettuati con inchiostro nero su carta, il Taccola mostrò nelle sue rappresentazioni scritte macchinari di notevole ingegno, tra i quali macchine idrauliche e macchine da guerra.

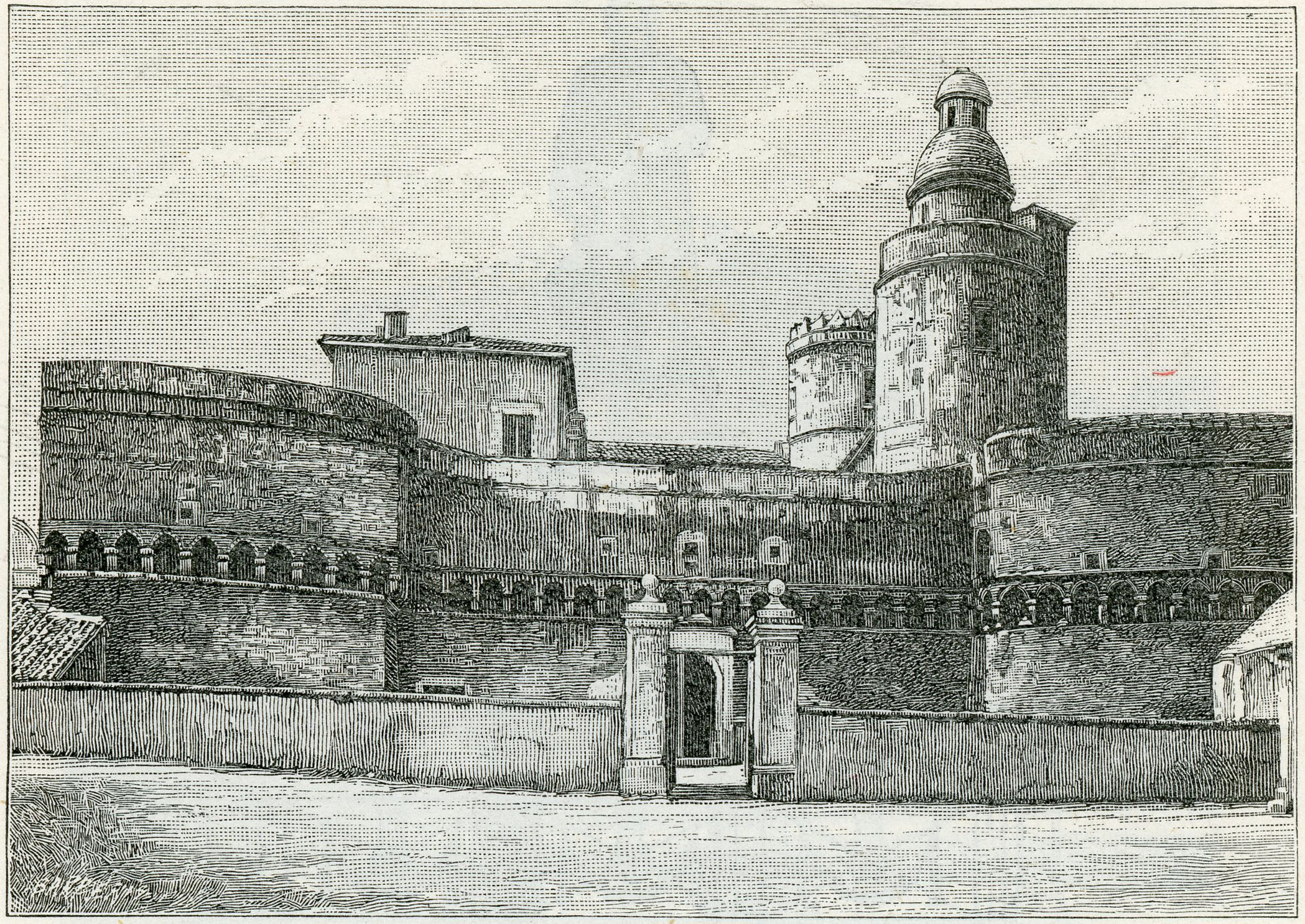
Ritratto ottocentesco del castello Caldoresco di Vasto, realizzato dal Taccola per Jacopo Caldora

Secondo alcuni storici, fu a lui che Jacopo Caldora nel 1439 commissionò i lavori di edificazione del castello Caldoresco di Vasto e di rafforzamento delle mura perimetrali della città e delle torri in esse comprese (in particolare la torre di Bassano).

## L'influenza e la riscoperta
Il Taccola si pone agli inizi della tradizione rinascimentale ingegneristica italiana, soprattutto per la varietà delle problematiche trattate. I suoi disegni furono adoperati dalla quasi totalità della generazione di ingegneri del XV e XVI secolo. Sui suoi disegni si basano inoltre gli studi di Filippo Brunelleschi che portarono alla costruzione della cupola della cattedrale di Santa Maria del Fiore di Firenze.
Gli interessi per i lavori del Taccola cessarono durante il XVI secolo e sono stati riscoperti solo di recente. Una ragione può essere il fatto che all'epoca vi furono in circolazione solo pochi manoscritti, dei quali solo tre si sono conservati. I manoscritti originali del Taccola (dei quali lo stile della trattazione era molto più complesso delle copie che circolarono all'epoca) furono scoperti ed identificati nelle biblioteche statali di Firenze e di Monaco solo negli anni sessanta del XX secolo. Ne seguì una pubblicazione che comprendeva il De ingeneis e il De machinis.